# Dominic Stricker
Dominic Stricker (Münsingen, 6 augustus 2002) is een Zwitsers tennisser.

## Carrière
Stricker verloor in 2019 aan de zijde van de Italiaan Flavio Cobolli de juniorenfinale van Roland Garros tegen Matheus Pucinelli de Almeida en Thiago Agustín Tirante. Een jaar later waren ze wel de sterkste in de juniorenfinale ditmaal tegen het Braziliaanse duo Bruno Oliveira en Natan Rodrigues. Hij won dat jaar ook Roland Garros in het enkelspel door landgenoot Leandro Riedi te verslaan in de finale. 
In 2020 maakte hij dan zijn profdebuut en won in 2021 een challenger in zowel het enkelspel als het dubbelspel. Hij won aan de zijde van landgenoot Marc-Andrea Hüsler de ATP Gstaad tegen het Poolse duo Szymon Walków en Jan Zieliński. In 2022 won hij nog twee challengers in het enkelspel, aan het einde van het seizoen werd hij geselecteerd voor de Next Generation ATP Finals.
In 2023 bereikte hij na de kwalificatieronde het hoofdtoernooi van de US Open. Hier won hij in de eerste ronde zijn eerste Grandslam wedstrijd tegen Alexei Popyrin. In de 2e ronde versloeg hij in 5 sets de als 7e geplaatste Stéfanos Tsitsipás. Dit was zijn eerste winst tegen een top-10 speler. 

## Palmares

### Enkelspel
| Nr.                  | Datum            | Toernooi  | Ondergrond    | Tegenstander in finale | Score         |
| -------------------- | ---------------- | --------- | ------------- | ---------------------- | ------------- |
| gewonnen challengers |                  |           |               |                        |               |
| 1.                   | 28 maart 2021    | Lugano    | Hardcourt (i) | Vitali Satsjko         | 6-4, 6-2      |
| 2.                   | 6 februari 2022  | Cleveland | Hardcourt (i) | Yoshihito Nishioka     | 7-5, 6-1      |
| 3.                   | 31 juli 2022     | Zug       | Gravel        | Ernests Gulbis         | 5-7, 6-1, 6-3 |
| 4.                   | 26 februari 2023 | Rovereto  | Hardcourt (i) | Giulio Zeppieri        | 7-6(8), 6-2   |
| 5.                   | 7 mei 2023       | Praag     | Gravel        | Sebastian Ofner        | 7-6, 6-3      |

### Dubbelspel
| Nr.                              | Datum        | Toernooi   | Ondergrond | Partner            | Tegenstander in finale              | Score            | Details |
| -------------------------------- | ------------ | ---------- | ---------- | ------------------ | ----------------------------------- | ---------------- | ------- |
| gewonnen finales herendubbelspel |              |            |            |                    |                                     |                  |         |
| 1.                               | 25 juli 2021 | ATP Gstaad | Gravel     | Marc-Andrea Hüsler | Szymon Walków Jan Zieliński         | 6-1, 7-6         | details |
| 2.                               | 23 juli 2023 | ATP Gstaad | Gravel     | Stan Wawrinka      | Marcelo Demoliner Matwé Middelkoop  | 7-6, 6-2         | details |
| verloren finales herendubbelspel |              |            |            |                    |                                     |                  |         |
| gewonnen challengers             |              |            |            |                    |                                     |                  |         |
| 1.                               | 11 juli 2021 | Perugia    | Gravel     | Vitali Satsjko     | Tomás Martín Etcheverry Renzo Olivo | 6-3, 5-7, [10-8] |         |